# British Society for the Study of Sex Psychology
La British Society for the Study of Sex Psychology (Sociedad británica para el estudio de la psicología sexual), a partir de 1931 British Sexological Society (Sociedad sexológica británica), fue la segunda organización LGBT del Reino Unido, siendo la primera la Orden de Queronea, y una de las primeras del mundo.
En 1914 Edward Carpenter, Magnus Hirschfeld, Laurence Housman, George Cecil Ives y otros, fundaron la British Society for the Study of Sex Psychology siguiendo el ejemplo del Comité científico humanitario (Wissenschaftlich-humanitäres Komitee).
Los temas tratados por la Sociedad en charlas y publicaciones incluían: la promoción del estudio científico del sexo y una actitud más racional hacia el comportamiento sexual; problemas y preguntas relacionadas con la psicología sexual (desde cuestiones médicas y jurídicas, hasta aspectos sociológicos), control de natalidad, aborto, esterilización, enfermedades venéreas y todos los aspectos de la prostitución. 
En 1931, la organización se convirtió en la British Sexological Society (Sociedad sexológica británica).
Los papeles de George Cecil Ives, el archivista de la Sociedad, entre los que se encuentran sus detallados diarios, se encuentran actualmente (2007) en el Harry Ransom Center en la Universidad de Texas en Austin.

## Publicaciones
- No. 1. Policy & principles, general aims, London: C.W. Beaumont para la Society, [1914].
- No. 2. The social problem of sexual inversion, London: Beaumont, [1913?]. Traducción reducida de un tratado alemán publicado bajo los auspicios del Wissenschaftlich-humanitären Komitee de Leipzig y Berlin en 1903.
- No. 3. Stella Browne, Sexual variety & variability among women and their bearing upon social reconstruction, London: impreso para la Society por C.W. Beaumont, 1917.
- No. 4. Laurence Housman, The relation of fellow-feeling to sex, London: impreso para la Society por Battley Bros, [1917?].
- No. 5. Havelock Ellis, The erotic rights of women, and The objects of marriage: two essays, Battersea: Battley Bros. para la Society, 1918.
- No. 6. Montague Summers, The Marquis de Sade: a study in algolagnia, London: Battley Bros. para la Society, 1920.
- No. 7. Hugh Northcote, The Social Value of the Study of Sex Psychology, London, 1920.
- No. 8. Edward Westermarck, The origin of sexual modesty, London: J. E. Francis para la Society, 1921.
- No. 9. Havelock Ellis, The play-function of sex, London: J. E. Francis para la Society, 1921.
- No, 10. Eden Paul, The sexual life of the child, London: J. E. Francis para la Society, 1921.
- No. 11. Eden Paul & Norman Haire, Rejuvenation: Steinach's researches on the sex-glands, London: J. E. Francis para la Society, 1923.
- No. 12. Harold Picton, The morbid, the abnormal and the personal, London: J. E. Francis para la Society, 1923.
- No. 13. Edward Carpenter, Some friends of Walt Whitman, etc., London: J. E. Francis para la Society, 1924.
- No. 14. Francis Albert Eley Crew, Sexuality and intersexuality, London: J. E. Francis para la Society, 1925.
- No. 15. H. D. J. White, Psychological causes of homoerotism & inversion, London: J. E. Francis para la Society, 1925.
- No. 16. Cecil Reddie, Edward Carpenter, 1844 born at Brighton, died at Guildford 1929 : one of the founders and the first president of the Society, London: British Sexological Society, 1932.
- No. 17. Frank Braine Rockstro, A plain talk on sex difficulties, etc., London: British Sexological Society, 1933.